# Michael Bell (Politiker)
Michael Bell (* 1. Oktober 1936; † 20. Mai 2011 in Dublin) war ein irischer Politiker der Irish Labour Party und saß von 1982 bis 2002 im Dáil Éireann, dem Unterhaus des irischen Parlaments.
Im November 1982 wurde Bell erstmals im Wahlkreis Louth für die Irish Labour Party in den Dáil Éireann gewählt. Bei den folgenden Wahlen konnte er, bis 2002, seinen Sitz stets verteidigen. Während seiner Zeit als Abgeordneter war er ebenfalls kommunalpolitisch aktiv. So gehörte er dem Louth County Council und der Drogheda Corporation an und war von 1984 bis 1985 Bürgermeister von Drogheda. 1993 war er Mitglied im Europarat.
Vor seiner Zeit als Politiker war Bell hauptberuflich gewerkschaftlich tätig. Er war verheiratet und hatte vier Kinder, einen Sohn und drei Töchter.